# Fricativa epiglottale sonora
La fricativa epiglottale sonora è una consonante, rappresentata con il simbolo ʢ nell'alfabeto fonetico internazionale (IPA).

## Caratteristiche
La consonante ʢ  presenta le seguenti caratteristiche:
- il suo modo di articolazione è fricativo, perché il suono è prodotto facendo sibilare l'aria fra la lingua ed il palato
- il suo luogo di articolazione è epiglottale, poiché è articolato chiudendo il cavo orale con l'epiglottide;
- è una consonante sonora, in quanto questo suono è prodotto dal sibilare dell'aria e dalle corde vocali;
- è una consonante centrale poiché l'aria fuoriesce centralmente la lingua e non ai lati;
- è una consonante polmonare.

## Nelle lingue
Il suono ʢ è presente principalmente  in alcune varianti della lingua araba, come nella parola ﻋرب [ʢɐrab] 'Arabi', e corrisponde al suono /ʕ/ dell'arabo standard.